# Karizma
Karizma, egentligen Olga Fesenco, född 3 januari 1988 i Chișinău, är en moldavisk sångerska. Fram till år 2010 var hon känd under artistnamnet Alexa.

## Karriär
Karizma föddes i Moldaviens huvudstad Chișinău och började sjunga i tidig ålder. 

### Eurovision Song Contest
År 2005 deltog hon i Moldaviens första uttagning till Eurovision Song Contest, då landet kom att debutera i Eurovision Song Contest 2005. Hon ställde upp i den nationella finalen med låten "Un sǎrut" och slutade på 9:e plats av 15 deltagare. År 2008 gjorde hon ett nytt försök att representera Moldavien i tävlingen med låten "We Are One". Efter att ha fått höga poäng av såväl jury som tittarna, varav högsta poäng av tittarna, slutade hon på tredje plats, 3 poäng efter segrande Geta Burlacu. Året därpå hette hennes bidrag i den nationella finalen "A Flight to the Light". Med låten lyckades hon nå sin hittills bästa placering i den nationella finalen efter att ha slutat tvåa bakom Nelly Ciobanu. År 2011 gjorde hon ytterligare ett försök i tävlingen, nu med låten "When Life is Grey". Av TV-tittarna fick hon högsta poängen av alla, men eftersom hon fick låga poäng av juryn slutade hon på fjärde plats med 13 poäng. 2013 deltar hon i Moldaviens uttagning till Eurovision Song Contest 2013 tillsammans med Cristina Croitoru och med låten "Never Fall Again".

### Utanför Eurovision
2009 släppte hon singeln "On & On" och året därpå släppte hon sin första musikvideo till låten "On My Way". 2011 släppte hon en ny singel med titeln "I'll Give It Away". 

## Diskografi

### Singlar
- 2005 – "Un sǎrut"
- 2008 – "We Are One"
- 2009 –  "A Flight to the Light"
- 2009 – "On & On"
- 2010 – "On My Way"
- 2011 – "When Life is Grey"
- 2011 – "I'll Give it Away"
- 2013 – "Never Fall Again" (feat. Cristina Croitoru)